# Melléknévi igenév
A melléknévi igenév vagy – latin szóval – participium (bár ez valamivel tágabb fogalmat jelöl) – az ige egyik személytelen alakja (a főnévi és a határozói igenév mellett), amely a mondatban általában melléknévi szerepet tölt be. Különböző nyelvekben többféle melléknévi igenév is létezhet.

## Kétarcúsága
A melléknévi igenév az ige és a melléknév tulajdonságait ötvözi, de kétféle arculata valójában elkülöníthető: „felfelé”, a felette álló elem felé melléknévként viselkedik, amennyiben jelzői szerepű (például olvasó fiú vö. csendes fiú), de „lefelé”, a neki alárendelt elem szempontjából igeként, amennyiben tárgya és határozója lehet (például könyvet olvasó vö. könyvet olvas).

## Fajtái
A mai magyar nyelvben hagyományosan háromféle melléknévi igenevet szoktak megkülönböztetni: a folyamatos (egyidejű), a befejezett (előidejű) és a beálló (utóidejű) melléknévi igenevet. A folyamatos melléknévi igenév képzője az -ó/ő, a befejezetté a múlt idő jelével többnyire megegyező alakú -(O)t(t), a beállóé az -andó/endő. (A befejezett melléknévi igenévi jele olykor eltér a múlt idő jelétől, például a pohár eltört vagy eltörött, de törött pohár.)

## Jelentése
Fontos észrevenni, hogy a folyamatos melléknévi igenév aktív, míg a befejezett és a beálló melléknévi igenév általában passzív jelentésű:
- az olvasó fiú – a fiú, aki olvas
- az olvasott könyv – a könyv, amelyet olvastak
- az olvasandó könyv – a könyv, amelyet olvasni kell.

Rendszerszerű kivételek az intranzitív igéből képzett igenevek: világgá ment királyfi, eljövendő évek. Más típusú kivétel, ritka strukturális homonímia a sokat látott ember:
1. 'az ember, aki sokat látott',
2. 'az ember, akit sokan látnak'

amely az ige tranzitivitásával és a sokat szó poliszémiájával magyarázható.

## Mondatbeli szerepe
A melléknévi igenév mondatbeli szerepe a melléknévéhez hasonló:
- lehet jelző (az olvasó fiú),
- valamint – elsősorban a befejezett és a beálló melléknévi igenév – névszói állítmány (ez a példa jól ismert).

A befejezett melléknévi igenév névszói állítmányként történő használatát a nyelvművelő szakirodalom nem javasolja (Szathmári István elnevezésével „tötö” nyelv), mivel a múlt idő azonos jelölése miatt félreérthető (ennek ellenére terjedőben van, például *Ez a probléma megoldott.), helyette a határozói igenév használata javasolt: Ez a probléma meg van oldva.

### Megkülönböztetése a melléknevektől
A melléknévi igenevekből melléknevek, valamint főnevek válhatnak, például tanító.
A létrejött melléknév vagy főnév olykor élesen eltérő jelentésre tesz szert:
- kiváló: például (a vízből) kiváló (anyagok) (melléknévi igenévként), ill. kiváló (melléknévként, 'nagyszerű' jelentésben), hasonlóképp kitűnő
- ápolt: például ápolt (haj) (melléknévi igenév vagy melléknév, 'gondozott, tiszta' jelentésben) és ápolt (főnév, 'kórházi beteg' jelentésben)
- áruló: újságot áruló férfi (melléknévi igenév), áruló (’hűtlen’, főnév)

A melléknévi igenevet a közönséges melléknevektől az igei tőre jellemző vonzatok megtartása különbözteti meg: sokat látott, jól ismert stb.

## A-ható/-hetőkérdése
A hagyományos elemzés szerint nem tartoznak a melléknévi igenevek közé a -ható/-hető képzővel ellátott alakok. Ez részben azzal magyarázható, hogy latin mintára a kategorizáció implicit szempontja a nyelvtani idő (előidejűség, egyidejűség, utóidejűség), amiből három – és nem több – alosztály adódik. A latinban a beálló melléknévi igenévnek valóban van utóidejű jelentésű aktív alakja: amaturus jelentése 'szeretni készülő', és mint láttuk, a magyarban is előfordul külön aktív alak híján az -andó/-endő ilyen használata: eljövendő évek - 'évek, amelyek el fognak jönni'. Azonban tárgyas igék esetében nem utóidejűséggel, hanem a kell-nek megfelelő modális jelentéssel találkozunk, amivel jól párhuzamba állítható volna a lehet jelentését implikáló, ugyancsak passzív -ható/hető. Az alternatív osztályozás tehát modális jelentés nélküli és modális jelentésű passzív melléknévi igeneveket különböztetne meg (olvasott, illetve olvasható/olvasandó), az időviszony és az aspektus szerepét pedig jellemzően az aktív particípiumokra korlátozná.

## Más nyelvekben
A melléknévi igenévnek más nyelvekben több alakja is lehet, többféle jelentéssel.

### Latin
A latinban négyféle melléknévi igenév létezik, két cselekvő (aktív) és két szenvedő (passzív). A cselekvő melléknévi igenév lehet jelen (például laudans, -ntis ’dicsérő’), illetve jövő idejű (például laudaturus, -a, um ’dicsérni készülő’); a jelen idejű a magyarban a folyamatos melléknévi igenévnek felel meg. A szenvedő melléknévi igenévnek múlt (például laudatus, -a, um ’a dicsért’), valamint jövő idejű (például laudandus, -a, -um ’dicsérendő’) alakja van; az utóbbit latinul gerundivumnak is nevezik és a magyar beálló melléknévi igenévnek felel meg.

### Újlatin nyelvek
Az újlatin nyelvek legfeljebb két melléknévi igenév alakot őriztek meg: a latin jelen idejű cselekvő alakból származó jelen idejűt vagy aktívot, valamint a szenvedő múlt idejűt, azonban több újlatin nyelvben, mint például a spanyolban, az előbbi már nem tartozik szorosan az igeragozási rendszerhez, mivel melléknévként önállósult. Példák: olasz parlante ’beszélő’ és parlato, -a ’a beszélt’ ugyanez a spanyolban hablante és hablado, -a, stb.

### Germán nyelvek
- Az angolban a folyamatos melléknévi igenév (gerund / present participle) képzője az -ing. (Írásban a néma -e törlődik, egyszótagos igéknél többnyire a szótagzáró mássalhangzó is kettőződik.) pl. run 'fut' ⇒ The running kid 'a futó gyerek'. A befejezett alakja a melléknévi igenévnek (past participle) szabályos igéknél az -ed hozzáadásával képződik: például mentioned ’említett’.
- A németben a folyamatos melléknévi igenév képzője a '-d-'. pl.: kommen=jönni > das kommende Kind=a jövő gyerek (a gyerek, aki jön). A befejezett melléknévi igenév képzője általában '-t' a szabályos igéken, de a sok rendhagyó alak miatt ez az ige szótári alakjának része szokott lenni. Ezt használják a perfekt igeidő képzéséhez is. Az alak általában egy igekötőt is felvesz. pl machen=csinálni > gemacht='a megcsinált' hat gemacht=megcsinálta ("megcsináltja van"). Példa a rendhagyóra: gekommen='az eljött'. A beálló alak a folyamatosból képződik 'zu' előtaggal. pl: zu machende='megcsinálandó'
- A svéd befejezett melléknévi igenév szabályosan '-t' képzővel képeződik, de szabálytalan alakok is előfordulnak. Használata a némethez hasonló. pl: 'han har kommit ut'='kijött' ebből a 'kommit' jelentése "a kijött".

### Török
A török nyelvekben nem jellemző a mellékmondatok használata, emiatt fejlett melléknévi igenév rendszert használnak az olyan mondanivaló leírására, amelyhez egy indoeurópai nyelv általában mellékmondatot használna. Jelen, múlt és jövő időre is használ melléknévi igenevet, melyek mindegyike cselekvő jelentésű, ezen kívül egy -dük, -duk, -dik, -dık képzős szenvedő alakot, amely nagyjából megfelel a mi befejezett melléknévi igenevünknek, ahhoz hasonlóan nem az időbeli jelentése releváns, hanem a szenvedő mivolta. Használata igen széles körű pl: "okuduğum kitap"=a könyv amit olvastam (olvasottam könyv) gittiğimde=mentemben stb. Az igeidők képzéséhez is felhasználják őket. A törökben a létige helyett is személyragokat használnak, így a participium alapú igeidők is lényegében időjel+személyrag szerkezetűek. pl: yemek=enni > yer=evő > yerim=eszem. A jövő idejű melléknévi igenév állítmányban aktív, tényleges igenévként gyakran passzív jelentésű. pl. 'Bunu yapacağım'=Ezt fogom csinálni ("Ezt csinálandó vagyok") 'Yapacağım bir şey var'=Van valami, amit meg kell tennem. ("Csinálandóm dolog van")

### Szláv nyelvek
Ismeri a melléknévi igenév (причастие) fogalmát az orosz nyelvtan is.

### Eszkimó-aleut nyelvcsalád
Az egyébként is gazdag alaktanú eszkimó nyelvek közül több is igen sok melléknévi igenevet ismer, ezek megválasztásával finom jelentésbeli megkülönböztetéseket lehet tenni (például szükségesség, lehetőség kifejezése). Ilyen a szirenyiki eszkimó és a csaplini eszkimó nyelv is.